# Cuisine abruzzaise
La cuisine abruzzaise est l'ensemble des savoir-faire traditionnels alimentaires des différents secteurs des Abruzzes, résultant pour partie de son isolement par rapport aux régions voisines. La cuisine locale a été largement appréciée dans une enquête de 2013 auprès des touristes étrangers.

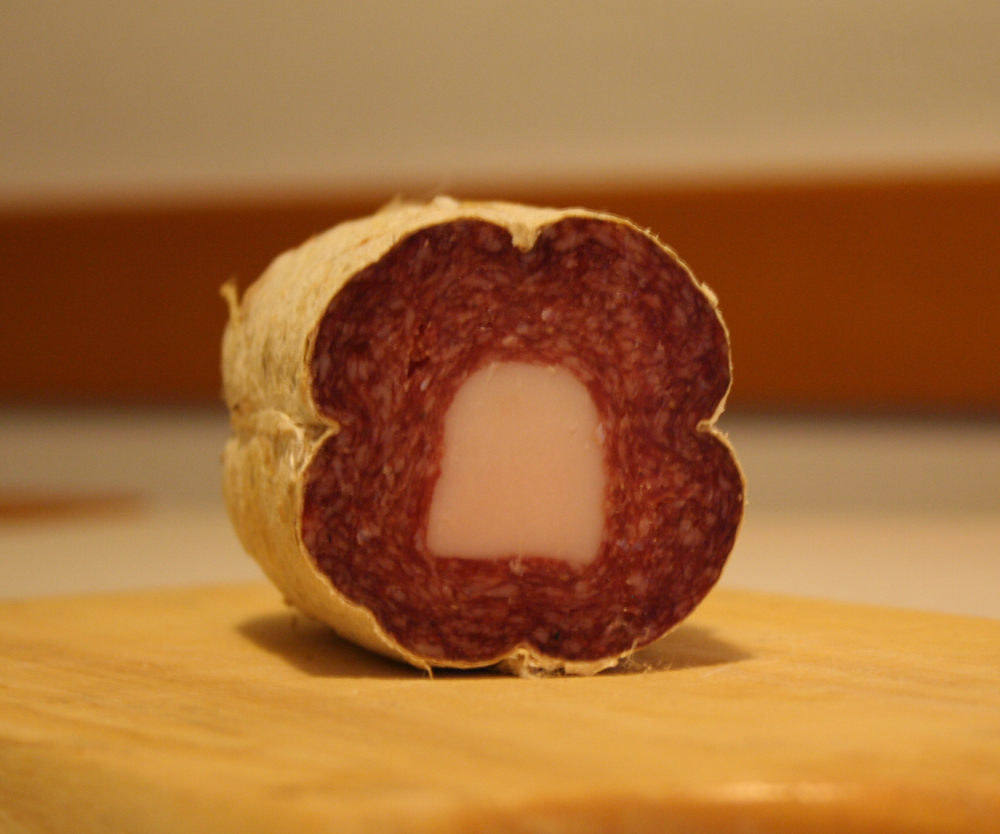
Mortadelle de Campotosto.

## Ingrédients
La cuisine abruzzaise est connue pour les ingrédients suivants :
- safran[3], cultivé principalement à Navelli et L'Aquila[4],[5],[6],[7] ;
- pommes de terre, cultivées en particulier dans la province de L'Aquila[8] ;
- carottes, dans la plaine du Fucin[9] ;
- farro, plus particulièrement à Abbateggio[10] ;
- miel[11] ;
- châtaignes, dans le val Roveto [12] ;
- huile d'olive produite sur les collines de Teramo, distinguée par le niveau de qualité DOP[13] ;
- réglisse, principalement produite dans les Abruzzes et la Calabre[14],[15] ;
- agneau et mouton, surtout dans les montagnes[16]. Le lait de brebis est une source importante de fromage abruzzais et les intestins d'agneau sont utilisés en saucisse ou pour les rouleaux de viande farcis. La viande de chèvre est également commune dans les Abruzzes ;
- truffe et champignons, en particulier les champignons sauvages des forêts et des collines ;
- ail, en particulier l'ail rouge[17] ;
- romarin ;
- piment ou peperoncini, régionalement connu comme diavollis ou diavoletti, commun dans la cuisine des Abruzzes et souvent utilisé pour apporter du piquant aux plats ;
- les légumes tels que les lentilles, gesses et d'autres légumineuses ; artichaut, aubergine et chou-fleur[18].

## Plats

### Entrées
Entrées (italien : antipasti) :

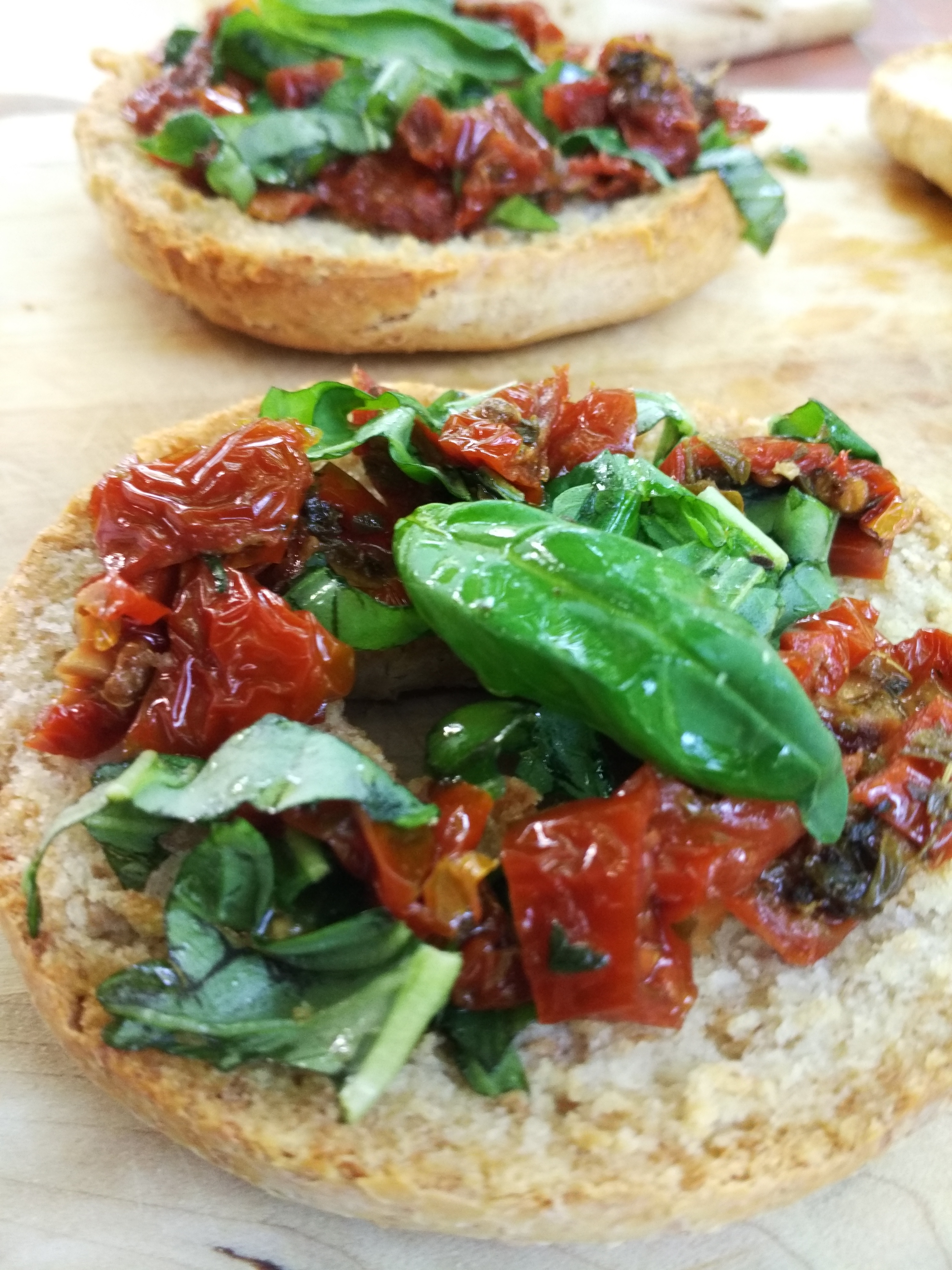
Bruschetta.

- bruschetta : tranche de pain assaisonnée de sel, avec addition d'huile, de saucisse ou de légumes comme la tomate ou les courgettes avec de la mozzarella ;
- antipasto di fegatini : apéritif de Teramo composé de foie de poulet, oignons, poivrons, vinaigre, sucre, vin sec, poivre, sel et huile[19] ;
- moules de Vasto : moules farcies d'un mélange de chapelure, ail et persil, huile d'olive, jus de citron et sauce tomate ;
- moules au safran : moules cuites à la vapeur préparées avec du persil, de l'oignon, du laurier, du vin blanc, de l'huile d'olive et de la sauce au safran ;
- stockfisch (baccalà) ou morue salée : morue cuite à la poêle avec pommes de terre, tomates, huile, ail, persil, oignon, poivron rouge, sel et olives noires ;
- sauce all'aquilana : moelle de bœuf au safran, œufs, crème et beurre.

### Pâtes

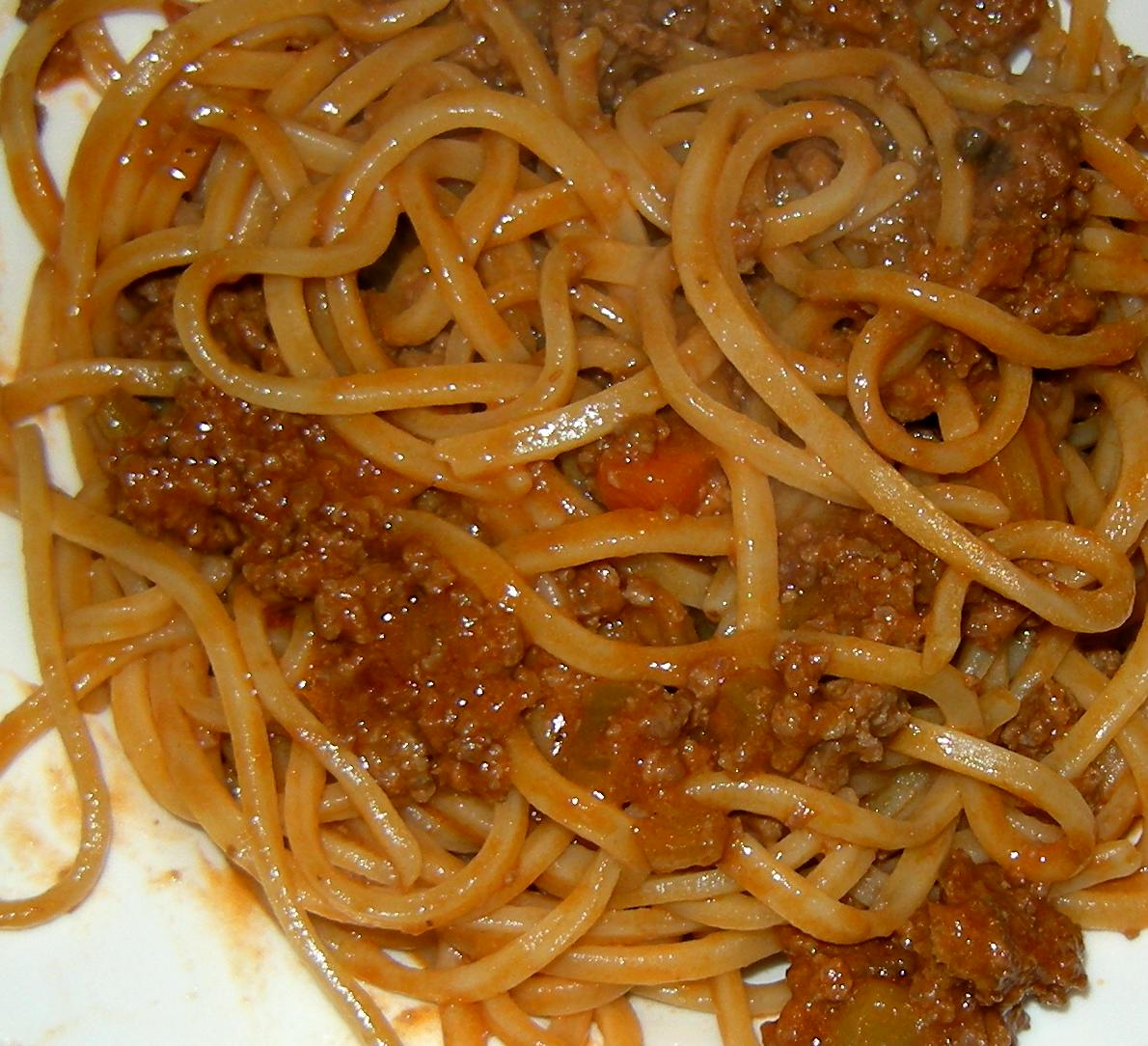
Maccheroni alla chitarra

L'un des plats les plus populaires de la région est le maccheroni alla chitarra. Les pâtes sont préparées en pressant la pâte à travers une chitarra, créant de longues et fines nouilles semblables à des spaghettis. Il est servi avec une sauce à base de tomates, souvent parfumée aux poivrons, au porc, à l'oie ou à l'agneau, servi avec des plats d'accompagnement régionaux tels que la soupe aux haricots et aux nouilles (sagne e fagioli), aromatisée aux tomates, ail, huile et peperoncini. D'autres plats de pâtes populaires sont les gnocchi carrati , aromatisé au bacon et fromage pecorino, et pastuccia (polenta avec saucisse, œufs et fromage).

### Plats principaux

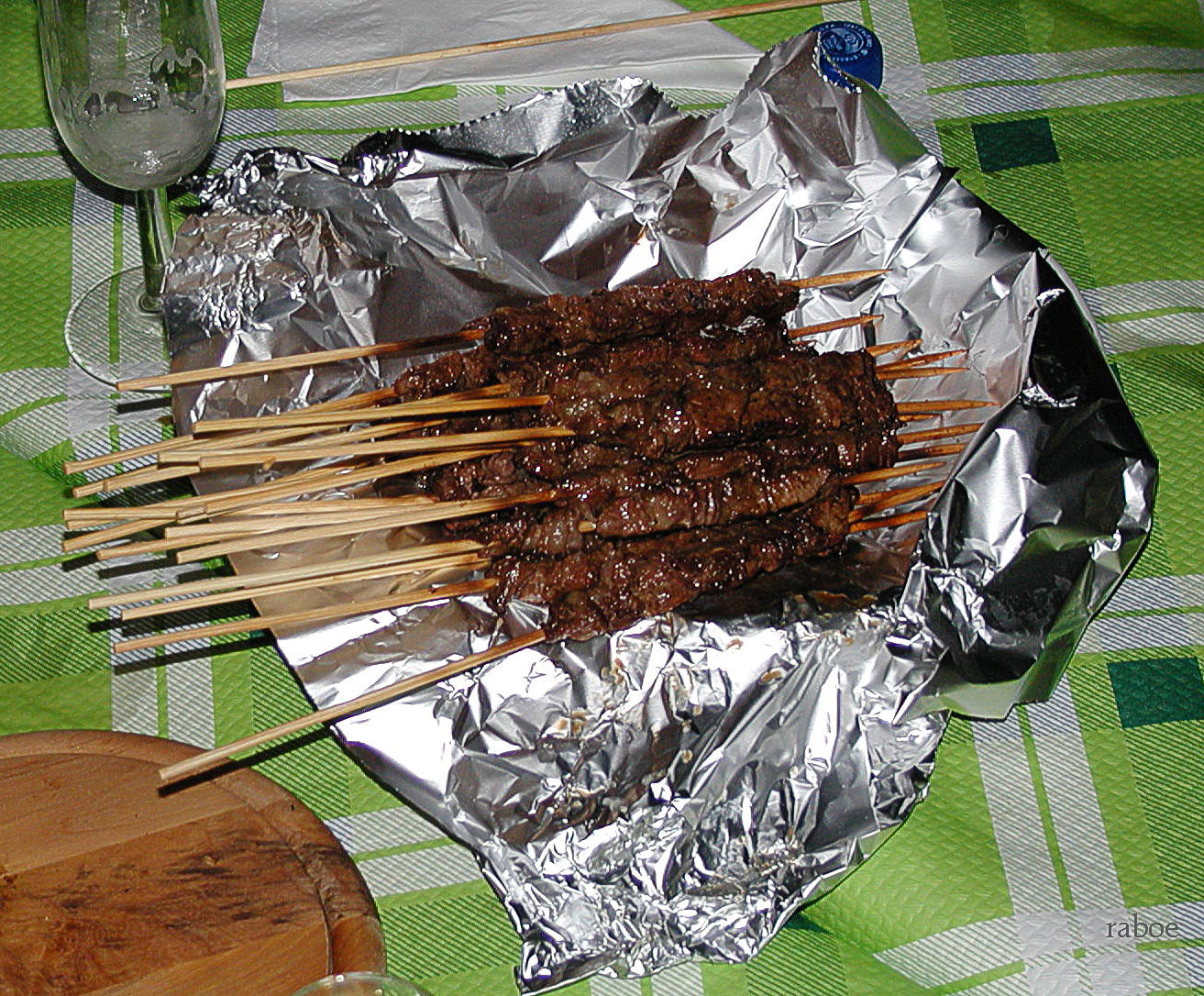
Arrosticini.

La région compte plusieurs plats d'agneau et de mouton rôtis, notamment :
- arrosticini : brochette d'agneau ou de mouton[22],[21].
- pecora al cotturo : agneau ou mouton farci aux herbes de montagne et cuit dans une marmite en cuivre ;
- agneau entier cuit au four à pain ;
- agnello cacio e ovo : une fricassée à base d'agneau.

Autres plats à base de viande :
- mazzerella : intestins d'agneau farcis d'agneau, ail, marjolaine, laitue et épices ;
- le virtù : une soupe de Teramo avec des légumineuses, des légumes et du porc, généralement consommée au printemps lors des fêtes ;
- timballo abruzzese : plat de lasagnes avec des feuilles de pâtes (scrippelle) en couches avec de la viande, des légumes et du riz ; souvent servi pour Noël et Pâques ;
- porchetta abruzzese : porc rôti sans os, rôti lentement avec romarin, ail et poivre[21]. Ce mets a été diffusé par les émigrants abruzzais au nord-est des États-Unis (en particulier Philadelphie), où il est connu comme « rôti de porc italienne » ou « porc rôti[23] » ;
- sagne e fagioli, pâtes artisanales aux haricots et sauce tomate[24].

Les fruits de mer se trouvent dans les zones proches de la côte :
- brodetti, un bouillon de poisson de Vasto, Giulianova et Pescara, cuit dans une casserole en terre cuite et parfumé avec tomates, herbes et peperoncini ;
- les autres mets comprennent le scapece (poisson mariné) de Vasto. C'est le seul plat des Abruzzes à utiliser du safran, l'un des produits les plus importants de la région. Le poisson (souvent de la raie) est coupé en morceaux, fariné et doré dans une poêle. La marinade au vinaigre permet de conserver le poisson pendant 20 à 30 jours dans des récipients en bois qui se transmettent de génération en génération.

### Pain et pizzas
Pain
- Pane di mais (pain de maïs) : principalement des pains ovales. Une variante de Pâques ajoute des pommes de terre bouillies, de l'huile d'olive, des œufs et du lait.
- Pain du sénateur Cappelli : principalement dans la province de Chieti.
- Oreille de pain, du nom de son apparence en forme d'oreille.
- Scrippelle : un plat rustique  de Teramo, ressemblant à une crêpe à la française et servi mbusse (en bouillon) ou  soufflé au ragoût  farci de foie de volaille, boulettes de viande, œufs durs et fromage[21],[25].

Pizzas
- Pizza de Pâques (pizza di Pasqua), pizza rustique avec du fromage et du poivre de la région de Teramo ;
- Pizza fritta, pizza frite peu profonde[21] ;
- Fiadoni de Chieti : une pâte à base d'œufs levés[pas clair] et de fromage, cuite dans une fine pâte feuilletée.

### Charcuterie
Salumi (salume au singulier) est un terme italien décrivant la préparation de produits de charcuterie à base de porc.

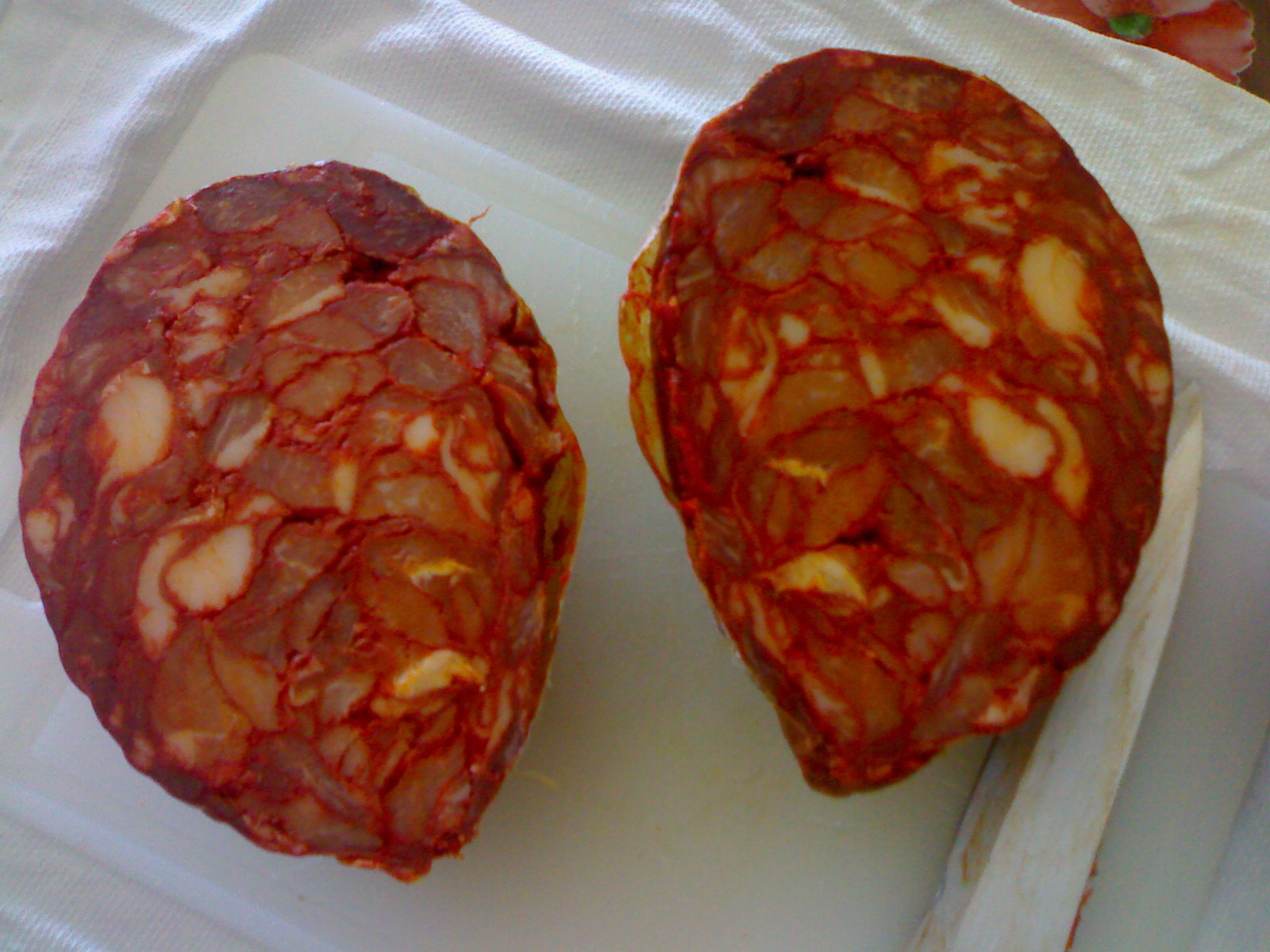
Ventricina.

- La saucisse à tartiner aromatisée à la muscade et la saucisse de foie à l'ail et aux épices sont caractéristiques de la cuisine de Teramo.
- La ventricina de la région de Vasto est composée de gros morceaux de porc gras et maigre, pressés et assaisonnés de poivrons doux et de fenouil en poudre et enfermés dans de l'estomac de porc séché.
- La mortadelle de Campotosto est une mortadelle ovale de couleur rouge foncé avec une colonne de graisse blanche. Elle est généralement vendue par paires attachées. Un autre nom pour la mortadelle est coglioni di mulo (« couilles d'âne »). Composé de viande d'épaule et de longe, de parures de prosciutto et de graisse avec 80 % de viande maigre ; 25 % de prosciutto (jambon) et 20 % de pancetta. La viande est hachée et mélangée avec du sel, du poivre et du vin blanc.

### Fromages
- Fromage blanc de vache, un fromage à pâte molle au lait de vache.
- Caciocavallo abruzzese, un produit laitier doux et légèrement élastique à base de lait cru entier de vache avec présure et sel.
- Caciofiore aquilano, à base de lait cru entier de brebis, de présure, d'artichauts et de safran  qui lui donne sa couleur jaune caractéristique.
- Caciotta vaccination frentana, un fromage mi-cuit et mi-dur à base de lait cru entier de vache, de présure et de sel.
- Canestrato de Castel del Monte, un fromage à pâte dure à base de lait cru entier de brebis, avec présure et sel.

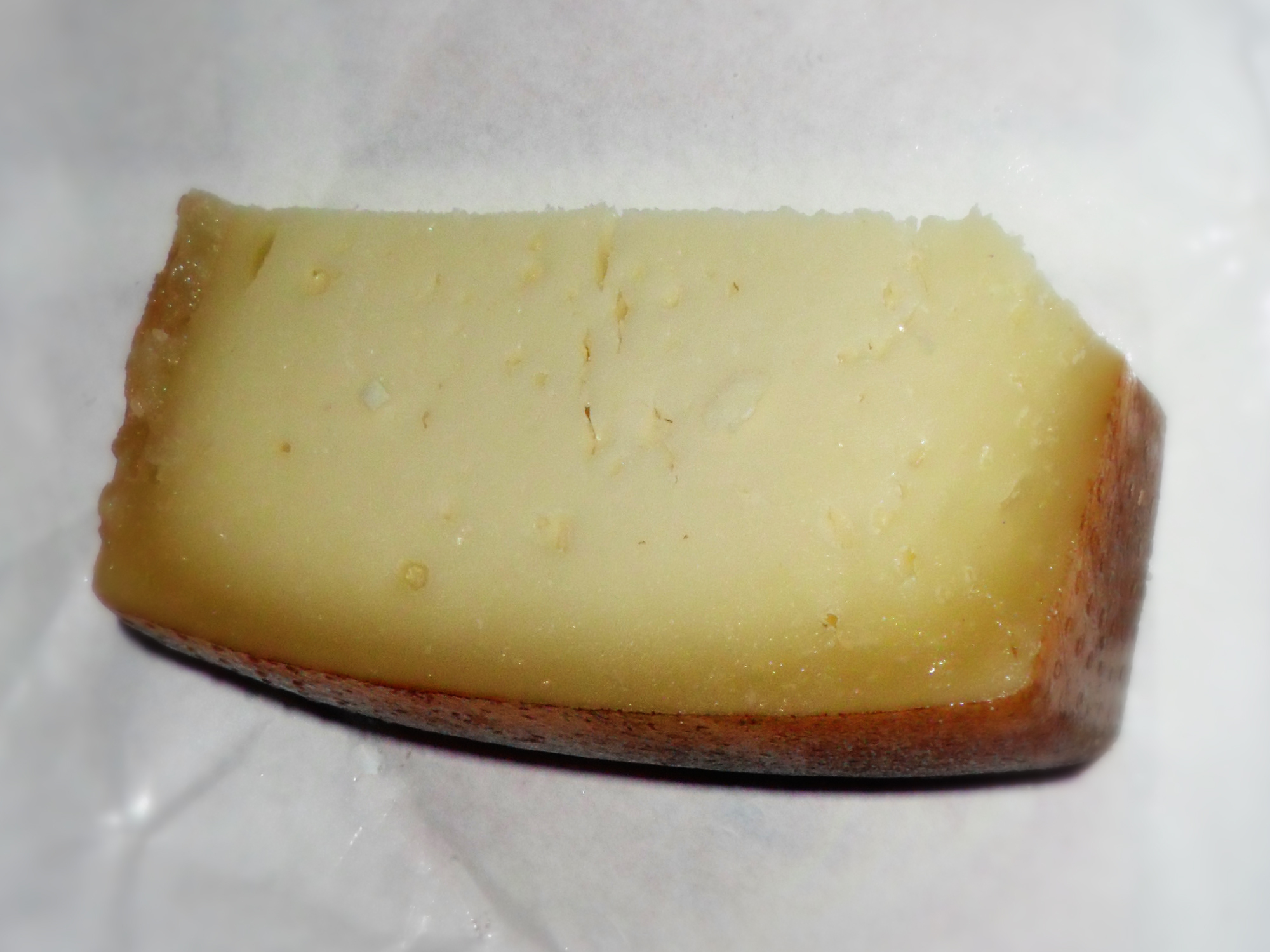
Caprino.

- Caprino abruzzese, fabriqué à partir de lait cru entier de chèvre (parfois avec du lait de brebis), de caillé et de sel.
- Stazzo au fromage et caillé, fromages et sous-produits issus de la transformation du lait cru de brebis, de bovins et de chèvres.
- Abruzzo sprisciocca, un fromage frais à pâte molle à base de lait cru entier de vache, de présure et de sel.
- Pecorino d'Abruzzo : l'un des produits phares des Abruzzes, un fromage doux, à pâte mi-dure (ou dure) avec des trous, fabriqué à partir de lait cru entier de brebis, de présure et de sel.
- Pecorino di Atri, un fromage compact et mi-cuit à base de lait de brebis, de présure et de sel.
- Pecorino di Farindola, fromage au lait de brebis.
- Ricotta, fabriquée à partir des restes de la coagulation du lait cru entier de brebis, chauffé après filtration.
- Scamorza d'Abruzzo, un fromage caillé étiré à base de lait de vache, de présure (liquide ou en poudre) et de sel.

La mozzarella fraîche ou assaisonnée est généralement fabriquée à partir de lait de brebis.

### Cuisine maritime
Même la cuisine de poisson a joué et joue toujours un rôle important dans la gastronomie des Abruzzes, en particulier pour l'économie et l'histoire des centres côtiers des Abruzzes . Parmi les plats de poisson les plus célèbres des Abruzzes, on peut citer :

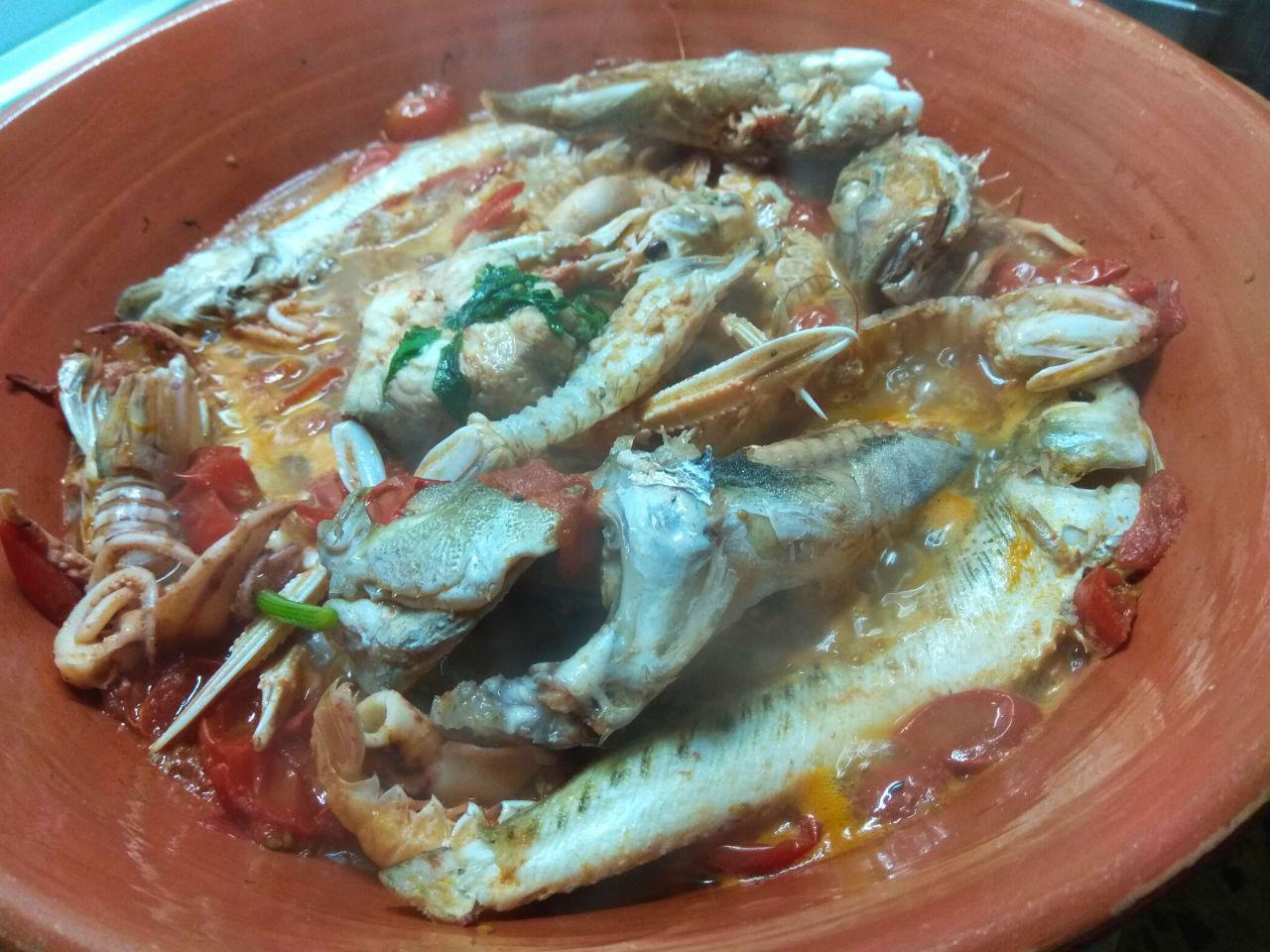
Brodetto alla vastese.

- brodetto alla vastese : soupe de poisson typique des zones maritimes, c'est un plat des Abruzzes dans ses variantes de Silvi, Giulianova,  Pescara et Vasto[27] ;
- scapece : poisson typique de la côte de Chieti, pour sa préparation on utilise des morceaux d'aiguillat ou de raie, farinés, frits dans de l'huile d'olive et marinés dans du vinaigre aromatisé au safran Navelli dont il prend la couleur jaune intense typique [28] ;
- stockfish ou morue à la mode des Abruzzes : morue cuite dans une poêle avec pommes de terre, tomate, huile, ail, persil, oignon, piment, sel et olives noires[29] ;
- poisson blanc de Campotosto : produit typique du lac de Campotosto, cuit rôti sur le gril puis mariné dans une préparation de vinaigre et avec de l'huile et du piment[30],[31] ;
- anchois d'éperon : anchois frits avec farine, œufs, huile, vinaigre blanc, persil et sel[32] ;
- moules façon Vastese : moules farcies avec un mélange de chapelure, ail et persil hachés, huile, quelques gouttes de citron et un peu de sauce tomate.
- antipasto alla giuliese : mélange de poisson avec ail haché, persil, jus de citron, huile et sel et sauce verte à base de thon, anchois, câpres, poivrons verts, huile et vinaigre ;
- crudo di calamaretti : plat typique de Pescara, des calamars bouillis dans du vinaigre, puis assaisonnés de sauce à l'ail haché, d'huile d'olive extra vierge, de jus de citron, de sel et de piment ;
- apéritif marinara : apéritif mixte de poissons avec calamars, palourdes et langoustines assaisonnés d'une sauce composée d'anchois, thon, câpres, vinaigre, ail, et persil ;
- crostini alla chietina : tranches de pain triangulaires maison trempées dans un œuf battu et frites dans une poêle, de préférence avec de l'huile d'olive garnies d'anchois, de câpres et de beurre ;
- anchois marinés : ce sont des anchois assaisonnés marinés avec de l'ail, du persil, de l'origan, du citron, de l'huile, du sel, du poivre ;
- moules au safran : moules cuites classiques préparées avec du persil, de l'oignon, du laurier, du vin blanc, de l'huile d'olive et assaisonnées de sauce au safran[33] ;
- pâtes aux langoustines ou pâtes à l'aragustine : plat typique de la partie de côte entre Pescara et Vasto. Scampis de l'Adriatique, tomate, ail et persil. Une sauce légère est préparée avec laquelle les spaghetti alla chitarra ou rintrocilo sont assaisonnés ;
- pasta alla chitarra con i pelosi : un autre plat de la cuisine de la mer des Abruzzes à base de gros crabes poilus (genre Pilumnus hirtellus) trouvés sur les falaises entre Pescara et Vasto. La quasi-disparition de ces crabes a interdit leur capture, mais on peut encore les déguster dans certains restaurants de la côte (si vous connaissez le cuisinier). La carapace est frite dans l'huile et les tomates pelées sont versées.

Dans les rivières et les lacs intérieurs de la région, les poissons et crustacés d'eau douce sont cuits de différentes manières et également consommés, comme le corégone, l'ablette, le brochet, la perche, l'anguille, les crevettes et bien d'autres.

### Desserts et douceurs

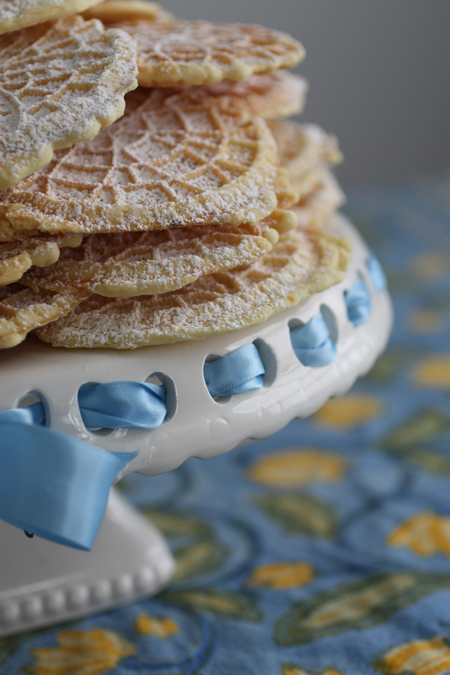
Les pizzelle sont une friandise typique des Abruzzes.

- Dragée [35] (appelée aussi confetti) : amandes enrobées de sucre de Sulmona.
- Torrone nurzia : nougat au chocolat de L'Aquila.
- Parrozzo : gâterie semblable à un gâteau à base d'amandes concassées et enrobées de chocolat.
- Pizzelle, également connu sous le nom ferratelle) : une gaufre biscuit parfumée à l'anis[21].
- Croccante, type de nougat à base d'amandes et de sucre caramélisé, souvent aromatisé au citron[36].
- Calgionetti, cagionetti, caggiunitti, caviciunette : beignets parfois farcis de châtaignes ou de pois chiches et chocolaté ou aromatisé au cacao.
- Bocconotti : bonbons farcis souvent servis pour Noël.
- Zeppole di San Giuseppe : pâtisseries frites ou cuites au four pour la Saint-Joseph.
- Sise delle monache (it), deux couches de génoise fourrées à la crème anglaise, pâtisserie dans la ville de Guardiagrele, dans la province de Chieti.

### Fruits
- Agrumi della costa dei trabocchi : citrons et oranges transformés en conserves de fruits et limoncello.
- Castagna roscetta della Valle Roveto et Marrone di Valle Castellana : genre de châtaigne.
- Ciliege di Raiano e di Giuliano Teatino : cerise locale.
- Mandorle di Navelli : amandes de Navelli.
- Mela della Valle Giovenco : pomme.
- Uva di Tollo e Ortona : raisin de table ou jus de raisin.

### Boissons alcoolisées
Vin
- Montepulciano d'Abruzzo (rouge)
- Cerasuolo d'Abruzzo

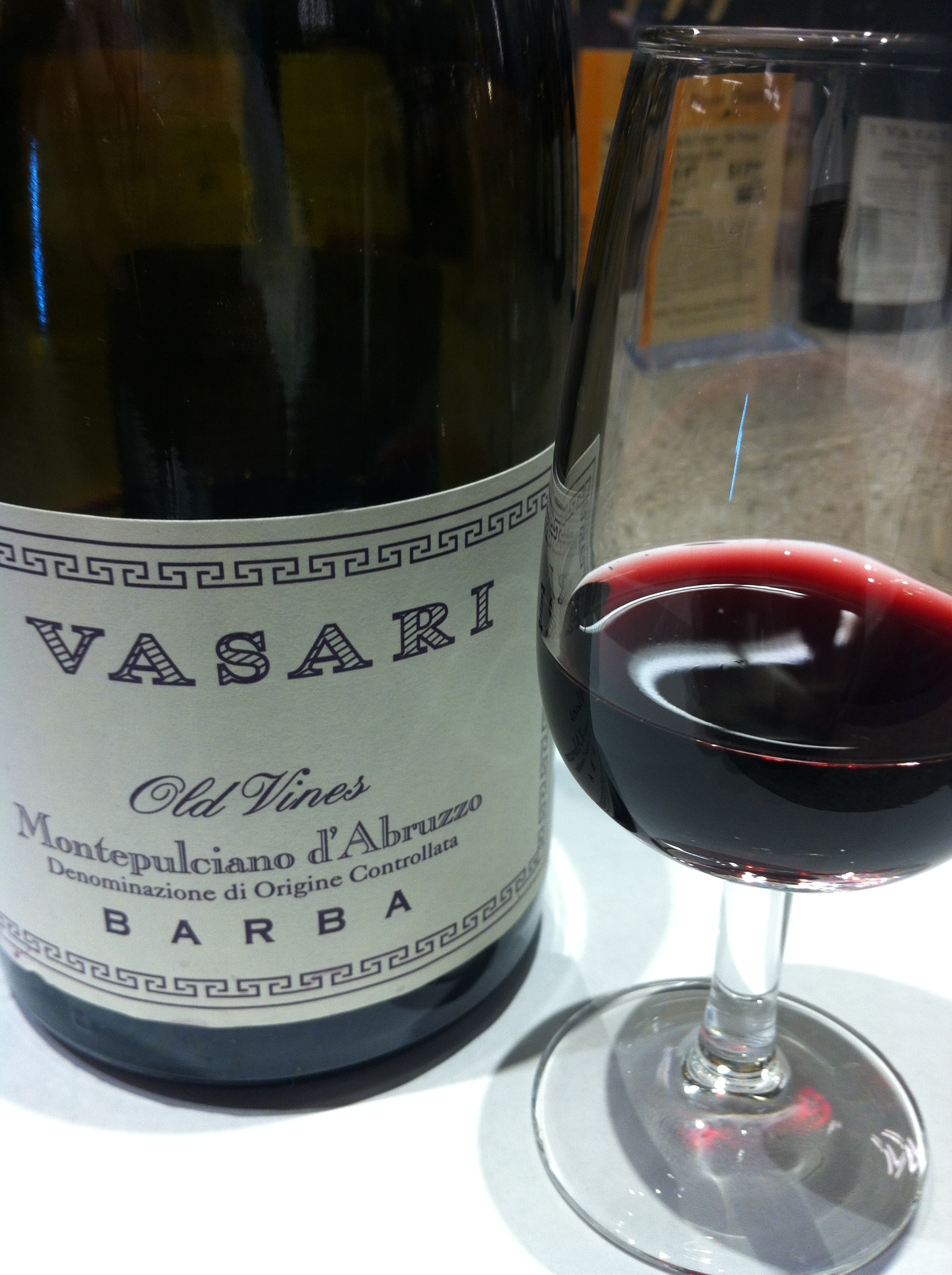
Un vin Montepulciano d'Abruzzo issu de vieilles vignes.

- Trebbiano d'Abruzzo, vin blanc de la région. En 2012, Trebbiano d'Abruzzo a figuré parmi les principaux 50 vins italiens[37],[38].
- D'autres vins sont Montonico, Pecorino, Passerina et Controguerra.

Liqueurs
- Genziana, une liqueur à base de racine de gentiane.
- Centerba, une liqueur aromatique à base d'herbes infusées.
- Aurum de Pescara : liqueur de Pescara à base d'eau-de-vie avec une teneur en alcool de 40 %, infusée d'oranges.
- Ratafià, liqueur de cerise noire et vin (principalement Montepulciano d'Abruzzo).

Les vins IGT sont Alto Tirino, Colli Aprutini, Colli del Sangro, Colline Frentane, Colline Pescaresi, Colline Teatine, Del Vastese (ou Histonium), Terre di Chieti et Valle Peligna.